# Wolfgang Beck (Chemiker)
Wolfgang Maximilian Beck (* 5. Mai 1932 in München) ist ein deutscher Chemiker (Anorganische Chemie, Metallorganische Chemie, Komplexchemie) und Hochschullehrer an der Ludwig-Maximilians-Universität München.
Beck wurde 1960 bei Walter Hieber an der Technischen Hochschule München zum Dr. rer. nat. promoviert (Zur Struktur einiger Metallcarbonyl- und Nitrosylverbindungen) und habilitierte sich 1963 an der Technischen Hochschule München, wo seine Lehrtätigkeit begann. Ab 1968 war er ordentlicher Professor für Anorganische und Analytische Chemie an der Universität München und Vorstand des dortigen Instituts für Anorganische Chemie. 2000 wurde er emeritiert.
1977 war er Gastprofessor an der  University of Wisconsin, Madison.
Er befasste sich mit Pseudohalogeno-Metallverbindungen (Fulminate, Azide), Metallkomplexen mit biologisch wichtigen Liganden (Aminosäuren, Peptide, Zucker, Nucleobasen, Chinin), Metallorganischen Lewis-Säuren und Komplexen mit Kohlenwasserstoff-Brücken. Er befasste sich mit Platin-Komplexen als Chemotherapeutika gegen Krebs und mit metallvermittelter Synthese von Oligopeptiden und Cyclotetrapeptiden. Von ihm stammen rund 650 Aufsätze. Er ist Co-Autor von Chemielehrbüchern für Gymnasien und er betreute über 130 Doktoranden.
1994 erhielt er die Liebig-Denkmünze der Gesellschaft Deutscher Chemiker und 1967 den Chemiepreis der Akademie der Wissenschaften zu Göttingen. 2002 erhielt er in Paris die Lavoisier-Medaille für Biometallorganische Chemie (die an ihn erstmals verliehen wurde). 2011 wurde ihm die Ehrendoktorwürde der Technischen Universität München verliehen (Dr. h.c.).

## Schriften
- mit Karl Häusler: Chemie für Gymnasien, 2 Bände, Cornelsen 1984
- mit Ludwig Killian, Karl Häusler u. a.: Chemie, Teil 1–3, Oldenbourg 1992 bis 1995
- Komplexe Metallfulminate, Organometallic Chemistry Rev. A 7, 1971, S. 159
- mit B. Niemer, M. Wieser: Methoden zur Synthese von ({\displaystyle \mu }-Kohlenwasserstoff) Übergangsmetallkomplexen ohne Metall-Metall-Bindung, Angewandte Chemie, Band 105, 1993, S. 969–996
- Pseudohalogeno-Metallverbindungen, Addition des Azid-Ions und anderer N-Nucleophile an koordinierte Kohlenmonoxid und CO-ähnliche Liganden und verwandte Reaktionen. Azido- und Isocyanato-Carbonyl-Metallkomplexe, J. Organometallic Chemistry, Band 383, 1990, S. 143–160
- mit K. Severin, R., Bergs: Biometallorganische Chemie – Übergangsmetallkomplexe mit {\displaystyle \alpha }-Aminosäuren und Peptiden, Angewandte Chemie, Band 110, 1998, S. 1722–1743
- mit K. Sünkel: Metall complexes of weakly coordinating anions. Precursors of strong cationic organometallic Lewis acids, Chemical Reviews, Band 88,  1998, S. 1405–1421
- The first chemical achievements and publications of Justus v. Liebig (1803–1873) on metal fulminates and some further developments in metal fulminates and related areas of chemistry, European J. Inorganic Chemistry, 2003
- mit Kay Severin: Biometallorganische Chemie. Ein faszinierendes Forschungsgebiet, Chemie in unserer Zeit, Band 36, 2002, Heft 6, S. 356–365
- mit B. Lippert: Platin-Komplexe in der Krebstherapie, Chemie in unserer Zeit, Band 17, 1983, S. 190
- Metal ions and metal complexes as protective groups of amino acids and peptides-reactions of coordinated amino acids, Zeitschrift für Naturforschung, Band 64b, 2009, S. 1221–1245
- Formation of peptides in the coordination sphere of metal ions and of classical and organometallic complexes and some aspects of prebiotic chemistry, Zeitschrift für Anorganische und Allgemeine Chemie Band 637, 2011, S. 1647–1672
- A glance on pentacarbonylrhenate(-I) and on the (umgepolte) pentacarbonylrhenium(+I) cation, Zeitschrift für Anorganische und Allgemeine Chemie Band 639,  2013, S. 2117–2124
- mit Wolf Peter Fehlhammer: Azide Chemistry-an inorganic perspective, Part I Metal azides, Zeitschrift für Anorganische und Allgemeine Chemie, Band 639, 2013, S. 1053–1082
- mit Wolf Peter Fehlhammer: Azide chemistry-an inorganic perspective-Part II [3+2]-cycloaddition reactions of metal azides and related systems, Zeitschrift für Anorganische und Allgemeine Chemie Band 649,2015, S. 1599–1678